# Schnitzbank

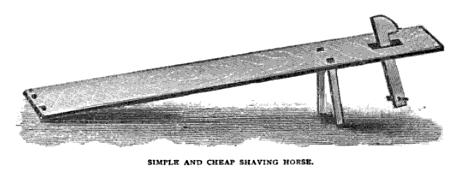
Eine einfache Schnitzbank

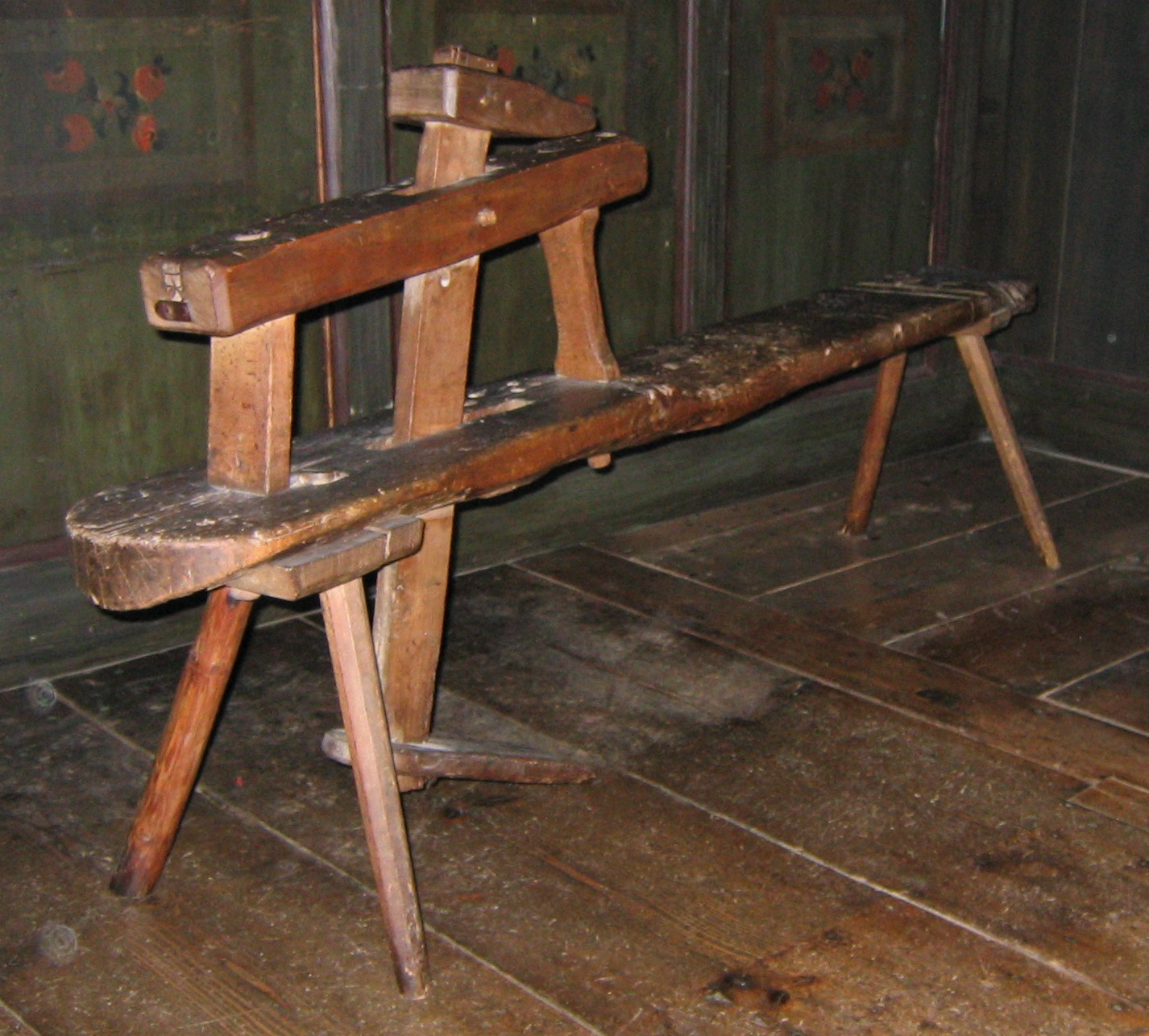
Massive Schnitzbank

Die Schnitzbank ist ein Arbeitsgerät in der traditionellen, oft bäuerlichen Holzbearbeitung, auf der Holz geschnitzt wird.

## Beschreibung
Während eine Hobelbank meist als Arbeitstisch gestaltet ist, sitzt der Arbeiter in der Regel längs auf der Bank, die entsprechend auch als Schneidesel und Schnitzpferd bezeichnet wird.
(Esel, Bock und Knecht sind Bezeichnungen, die im handwerklichen und bäuerlichen Bereich auch für andere haltende oder tragende Gerätschaften verwendet werden.)
Die Schnitzbank dient dem Auflegen und Fixieren von Holz-Werkstücken während ihrer Bearbeitung. Sie steht auf drei oder vier hölzernen Beinen. An der Längsseite ist im Allgemeinen eine Klemmvorrichtung (Backe) angebracht. Dieser gestielte Klemmbock reicht durch eine Aussparung bis zur Unterseite der Bank, wo er sich durch Aufsetzen eines oder beider Füße auf ein Pedal nach vorn und hinten bewegen lässt.
Die oben eingeklemmten Werkstücke werden häufig mit dem Zugmesser, einem Schnitzmesser mit beidseitigem Handgriff, geschält oder geglättet. So lassen sich Werkzeugstiele oder sonstige Holzstangen sowie auch Schindeln herstellen, weshalb sie auch Schindelbank genannt wird. Weitere typische Verwendungen sind das Beschnitze(l)n von Fassdauben durch den Küfer oder die Herstellung von Wagenspeichen durch den Wagner. Vorteilhaft ist, dass der Arbeiter beide Hände zum Schnitzen frei hat, indem die Klemmvorrichtung der Schnitzbank das Werkstück festhält.

## Bezeichnungen
Weitere Bezeichnungen sind Heinzelbank im Erzgebirge, Hoanzlbank im Flachgau, Pinzgau und in Niederösterreich, Ziehpferd, Schnitzelbock, Schnitzelbank, Zugbank oder Bauernhobelbank. Im Kölschen und der Eifel ist die Bezeichnung Schnickbank geläufig.

## Siehe auch

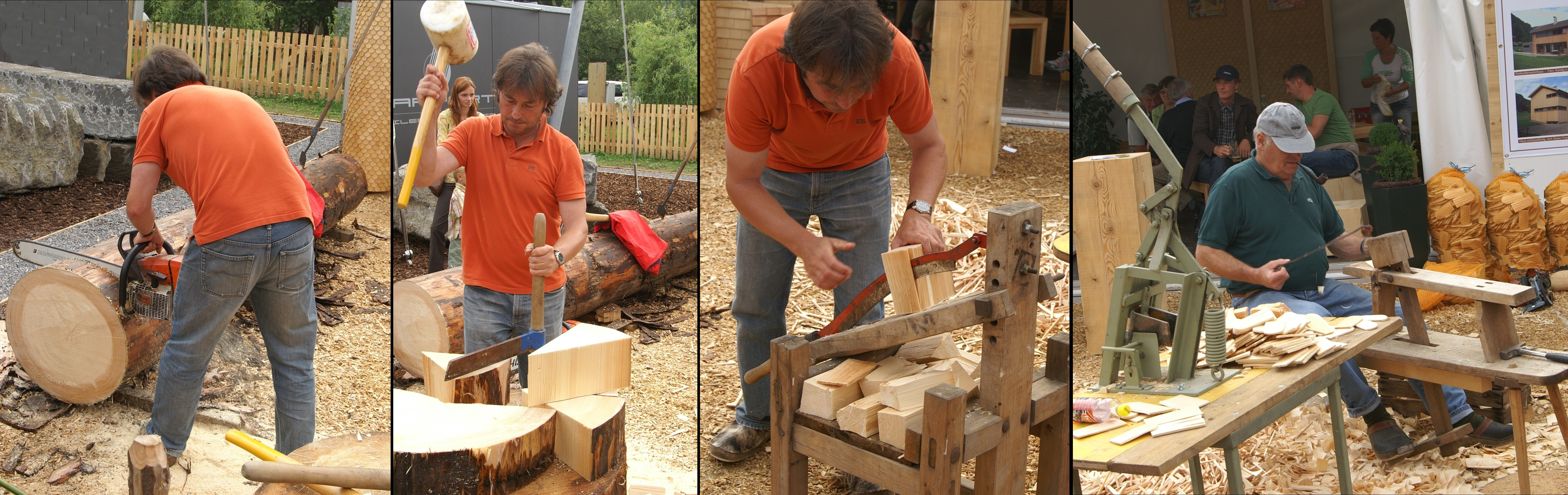
Die Herstellung von Fassadenschindeln auf der Schindelbank in Bezau, Bregenzerwald.
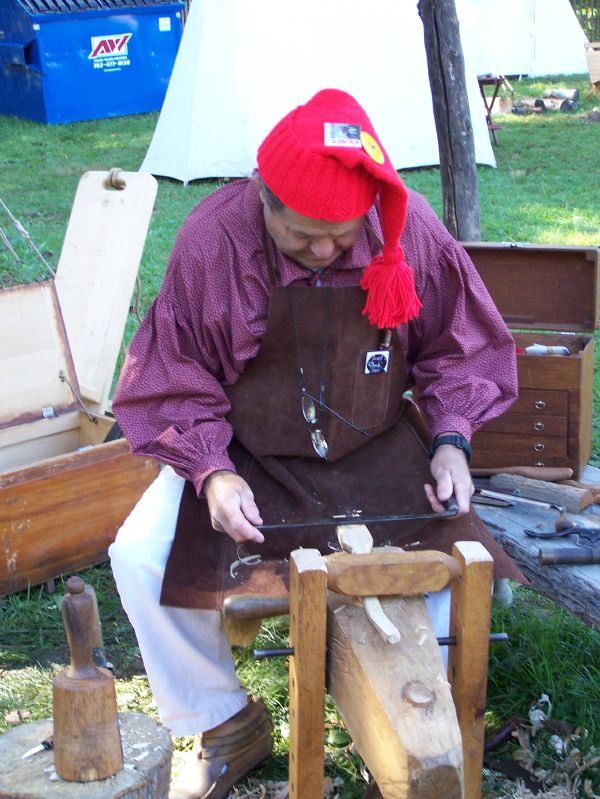
Schnitzen eines Holzlöffels auf dem „Schniedesel“
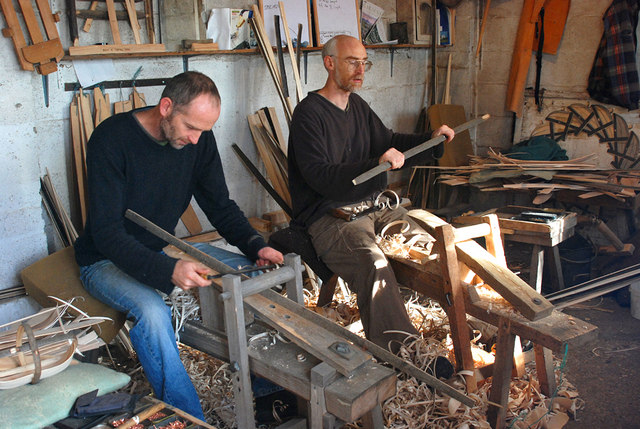
Hobeln von langen Holzspänen zum Anfertigen von Holzkörben